# The Family Entrance
Pour plus de détails, voir Fiche technique et Distribution.
The Family Entrance est un film muet américain réalisé par Leo McCarey et sorti en 1925.

## Synopsis
Jimmy Jump et sa famille vont au cinéma pour leur sortie du samedi soir. Jimmy aime le film, mais sa petite fille s'ennuie et lui demande de l'accompagner pour boire de l'eau. Pendant ce temps, Mme Jimmy, pour trouver un siège lui convenant, va essayer la moitié de ceux de la salle, au grand dam des autres spectateurs. Alors que la petite fille a entièrement vidé la fontaine à eau, Jimmy revient dans la salle. Mais le film est terminé et les Jumps rentrent à la maison.

## Fiche technique
- Titre : The Family Entrance
- Réalisation : Leo McCarey
- Scénario :
- Photographie :
- Montage :
- Producteur :  Hal Roach
- Société de production : Hal Roach Studios
- Société de distribution :
- Pays de production :  États-Unis
- Langue : film muet avec les intertitres en anglais
- Format : Noir et blanc — 35 mm — 1,33:1 — Muet
- Genre : Comédie
- Durée : 10 minutes
- Dates de sortie :
  - États-Unis : 15 février 1925

## Distribution
- Charley Chase
- Lassie Lou Ahern
- Jack Gavin
- Katherine Grant
- Jerome La Plante
- Ed Porter
- Noah Young